# Dynasty Warriors
Dynasty Warriors (em japonês: 真・三國無双; romaniz.: Shin Sangoku Musō); traduzido como: ("Os Verdadeiros e Incomparáveis Três Reinos em Guerra") é uma série de jogos eletrônicos de ação e hack and slash criada pela Omega Force e produzida pela empresa Koei, (agora Koei Tecmo), lançada inicialmente para o console PlayStation, e depois para outras plataformas. A série é um sucesso, e é considerado um spin-off da série de estratégia por turnos, Romance of Three Kingdoms da Koei, baseada em torno do romance clássico chinês do mesmo nome, que é uma releitura romantizada do período chinês dos Três Reinos. 
O primeiro jogo da série intitulado Dynasty Warriors, (Sangokumusō) no Japão, era um jogo de luta, diferente do resto do gênero dos jogos da série principal. Todos os títulos em Inglês são um número à frente dos seus homólogos japoneses devido à localização ocidental de nomear Shin Sangokumusō, um spin-off do jogo mencionado anteriormente Sangokumusō, como Dynasty Warriors 2.
Desde 18 novembro de 2007, a série Dynasty Warriors já vendeu mais de dezoito milhões de unidades mundialmente. e é franquia de maior sucesso da Koei. A série completou 10 anos em 3 de agosto de 2010 contando a partir do segundo jogo da série. Para comemorar, ela sediou um concurso de cosplay com a participação de um membro da Omega Force. A Koei Tecmo também aproveitou para anunciar o novo título da série intitulado Dynasty Warriors 7 na Tokyo Game Show de 2010. Foi revelado que o novo jogo terá gráficos e jogabilidades melhorados, com o apoio de recursos 3D.

## Série principal
| 1997 | Dynasty Warriors          |
| 1998 |                           |
| 1999 |                           |
| 2000 | Dynasty Warriors 2        |
| 2001 | Dynasty Warriors 3        |
| 2002 |                           |
| 2003 | Dynasty Warriors 4        |
| 2004 |                           |
| 2005 | Dynasty Warriors 5        |
| 2006 |                           |
| 2007 | Dynasty Warriors 6        |
| 2008 |                           |
| 2009 |                           |
| 2010 |                           |
| 2011 | Dynasty Warriors 7        |
| 2012 |                           |
| 2013 | Dynasty Warriors 8        |
| 2014 |                           |
| 2015 |                           |
| 2016 |                           |
| 2017 |                           |
| 2018 | Dynasty Warriors 9        |
| 2019 |                           |
| 2020 |                           |
| 2021 |                           |
| 2022 |                           |
| 2023 |                           |
| 2024 |                           |
| 2025 | Dynasty Warriors: Origins |

O primeiro jogo da série Dynasty Warriors foi um jogo de luta tradicional de um-contra-um, lançado em 1997 para a PlayStation. Seu estilo de jogo era uma reminiscência do Battle Arena Toshinden e SoulEdge.
O próximo jogo foi lançado no Japão como Shin Sangokumusō. Este jogo foi lançado em outros países como Dynasty Warriors 2, levando à discrepância de números de títulos. A partir deste jogo, o jogador escolhe um personagem jogável e tem um número de níveis que representam batalhas do período dos Três Reinos, eventualmente derrotando todos os outros reinos rivais e unindo a China sob uma regência comum. Neste modo de jogo, conhecido como "Musou Mode", os generais são geralmente escolhidos de entre um dos três reinos (Wu, Shu, Wei, no entanto, de Dynasty Warriors 3: Xtreme Legends em diante, foram dadas estórias completas aos generais independentes também Em sua sétima edição, foi feita a inclusão da dinastia Jin). Dynasty Warriors 3 teve dois personagens secretos, Nü Wa e Fu Xi, que não são jogáveis no Musou Mode.
Dynasty Warriors 3, Dynasty Warriors 5 e Dynasty Warriors: Strikeforce têm Musou Mode individual para cada personagem. Em Dynasty Warriors 4, cada um dos Três Reinos têm seu Musou Mode, no qual todos os personagens de um reino particular jogará no mesmo modo e o jogador pode trocar de personagens durante o jogo. Em Dynasty Warriors 7 um modo chamado "Chronicle Mode" foi adicionado, nele o jogador cria sua própria estória andando livremente pela China, podendo contar com o apoio de outro jogador em modo online ou offline, e com alguns estágios sendo fictícios.
Os estágios são apresentados em uma visão de terceira pessoa, com a câmera atrás do jogador enquanto ele se engaja contra as forças inimigas. Cada cenário pode ter diferentes condições de vitória/derrota, mas as condições comuns de derrota (derrotar o comandante-em-chefe, barra de saúde chegar a zero e tempo máximo atingido) ainda se mantêm.
A ordem dos eventos em um modo Musou segue os acontecimentos descritos no Romance dos Três Reinos, com subsídios feitos para resultados não-canônicos (por exemplo, o exército do jogador ganhar uma batalha perdida na história real).
- A ordem típica de eventos em um jogo Musou Mode para um personagem de um dos Três Reinos

1. Reprimir a Rebelião do Turbante Amarelo
2. Derrotar as forças de Dong Zhuo
3. Derrota outros senhores da guerra (por exemplo: Yuan Shao, Liu Biao, Lü Bu), exceto os fundadores dos Três Reinos
4. Derrotar um dos dois reinos rivais
5. Derrotar o último reino rival

Quanto aos outros personagens que não são de nenhum dos Três Reinos, os seus modos de história Musou são puramente fictícios já que no Romance dos Três Reinos, a maioria ou todos eles foram eliminados, até que apenas os três reinos foram deixados.
Em Dynasty Warriors 5, um Musou Mode relativamente mais realista foi introduzido para cada personagem. Ao invés de participar de todo o conjunto de eventos de seus reinos, os personagens só aparecem em certas batalhas em que haviam realmente lutado, de acordo com o romance ou história factual. Portanto, os personagens começam em pontos diferentes no tempo e eles nunca poderão ter a oportunidade de encontrar alguns dos outros personagens (por exemplo: Zhuge Liang nunca vai encontrar Lü Bu e Dong Zhuo em seu Musou Mode). Entre as fases há algumas cenas dramáticas, em que o personagem expressa seus pensamentos sobre a situação, acrescentando um toque mais pessoal e manter o jogador atualizado sobre os acontecimentos. Além disso, o Musou Mode de um personagem pode acabar antes da unificação da China, em qualquer ponto do tempo. No entanto, alguns personagens como os três fundadores, podem continuar a participar das batalhas que ocorreram após a morte (por exemplo: Cao Cao aparecendo na Batalha das Planícies Wuzhang).
Em Dynasty Warriors 8, uma rota "se" é adicionada para cada país. Ao cumprir condições em batalhas anteriores, o jogador pode desbloquear uma rota hipotética para cada país onde ele consegue alcançar o que não conseguiu fazer na história real. Por exemplo, o jogador pode ajudar Wei a evitar a derrota na batalha de Chibi e unir a China com todos os personagens Wei vivos.
Dynasty Warriors 9 buscou introduzir um estilo de jogo de "mundo aberto" jogado de uma perspectiva de terceira pessoa com elementos furtivos. O jogo reformula a jogabilidade da série com a introdução do ambiente de mundo aberto para os jogadores explorarem o mapa.
Para a versão do Game Boy Advance, Dynasty Warriors Advance tem apenas treze personagens e o sistema de batalha foi sido reduzido a movimentos básicos com a adição de um sistema de power-up, devido a limitações de espaço. O sistema de armas também foi reformulado, com mais de 200 armas. Os mapas também foram alteradas, de forma que os personagens se movam entre os pontos do mapa em cada rodada, enquanto lutam batalhas em tempo real em uma escala menor. O enredo do jogo também mudou, devido ao número limitado de mapas e personagens disponíveis.
A série de jogos Dynasty Warriors também é conhecida por mudar as formas tradicionais de como alguns dos personagens históricos foram retratados no Romance dos Três Reinos, ou em registros históricos. Por exemplo, Zhang He parece ser mais feminino, enquanto Wei Yan se torna um guerreiro tribal bestial. Alguns deles também empunham armas que são anacrônicas, como o nunchaku de Ling Tong e as guais de Sun Ce. Um toque de misticismo também é adicionada, como alguns personagens como Zhuge Liang, Sima Yi e Zuo Ci terem a habilidade de usar magia em seus ataques. Personagens femininas (exceto Zhu Rong) que não participaram em nenhuma batalha no romance ou na história são retratadas como temíveis guerreiras com excepcionais habilidades de combate e armas.

## Personagens
Há um total de 48 personagens jogáveis na série Dynasty Warriors até a quinta sequência.. Quatro personagens dos jogos anteriores anteriores foram removidos, enquanto outros sete personagens dos 48 não aparecem em Dynasty Warriors 6 Cada um desses personagens está armado com uma arma que pode ser uma historicamente convencional, uma arma exótica ou uma arma mágica que aumenta seus poderes místicos. A partir de Dynasty Warriors 3 em diante, cada personagem pode escolher entre uma variedade de armas com os seus próprios power-ups habilidades realçadas, assim como as armas de nível mais alto que estende a cadeia de ataque do personagem.
Na versão para PlayStation 2 e PlayStation Portable, Dynasty Warriors 6 trouxe de volta o Musou Mode de Cao Pi, Yue Ying, Taishi Ci, Ma Chao e Ling Tong. Os mesmos também obtiveram armas e movestes originais. Osamu Takizawa (8 de agosto de 2008). «コーエー、PS2「真・三國無双5 Special」 新武将の1人「太史慈」を紹介» (em japonês). GameWatch. Consultado em 22 de dezembro de 2010</ref>. Meng Huo foi o único personagem cortado que retornou e foi totalmente reformulado. Já em Dynasty Warriors: Strikeforce 2, Da Qiao e Jiang Wei retornaram, e Cai Wenji fez sua estreia. Alguns personagens não canônicos à era dos Três Reinos, como Shi Huangdi, Xiang Yu, Xi Wang Mu, Yu Meiren, Mu Wang «始皇帝"復活――コーエー『真・三國無双MULTI RAID 2』を発表» (em inglês). Famitsu. 19 de novembro de 2009. Consultado em 22 de dezembro de 2010. Em Dynasty Warriors 7 a Koei Tecmo confirmou que mais de 60 personagens canônicos se farão presente e que não haverá cortes

## Estágios
Muitos dos estágios são recriações de batalhas notáveis no final da Dinastia Han e períodos dos Três Reinos, que são descritos geralmente no Romance dos Três Reinos. Existem também algumas criações originais nos jogos mais recentes que são puramente fictícios, como a batalha entre os Nanman e Wu. A seguir está uma lista dos estágios comuns que aparecem em quase todos os jogos:
| Ano | Estágio                        |
| --- | ------------------------------ |
| 184 | A Rebelião do Turbante Amarelo |
| 191 | Batalha do Portão Sishui       |
| 191 | Batalha do Portão Hulao        |
| 191 | Batalha da Província Jing      |
| 197 | Batalha do Castelo Wan         |
| 197 | Batalha de Jiangdong           |
| 198 | Batalha de Xiapi               |
| 200 | Batalha de Guandu              |
| 200 | A fuga de Guan Yu              |
| 208 | Batalha de Xiakou              |
| 208 | Batalha de Changban            |
| 208 | Batalha de Chibi               |
| 211 | Batalha de Portão Tong         |
| 214 | Batalha de Chengdu             |
| 215 | Batalha de Hefei               |
| 219 | Batalha do Monte Dingjun       |
| 219 | Batalha do Castelo Fã          |
| 222 | Batalha de Yiling              |
| 225 | Conquista de Nanzhong          |
| 228 | Batalha de Jieting             |
| 228 | Batalha de Shiting             |
| 234 | Batalha do Castelo Hefei       |
| 234 | Batalha das Planícies Wuzhang  |

## Trilha Sonora
A música para a série Dynasty Warriors é uma mistura de instrumentos tradicionais chineses, hard rock e heavy metal. A maioria dos estágios têm sua própria trilha sonora exclusiva tocada e as faixas mudam de acordo com a situação da batalha ou eventos. Lü Bu, o personagem mais poderoso e famoso do jogo, tem a sua própria música.
A série também tem experimentado parcerias com músicos japoneses e taiwaneses. Sua primeira parceria foi em 2008 com o cantor Jay Chou, que gravou a música "Wu Shuāng" como tema de Dynasty Warriors: Online em Taiwan. Anos mais tarde em 2010 foi a vez de Dynasty Warriors: Strikeforce 2, que teve um tema realizado pela banda Flow, intitulada "Ambience"

### Marketing
A série possui alguns meios incomuns de se auto-promover. Em 2008 a Koei em parceria com a empresa chinesa de alimentos, President Union criaram um noodle instantâneo da marca Lai Yi Tong (chinês simplificado: 来一桶) à venda exclusivamente na China para promover o jogo Dynasty Warriors: Online. Na venda da parte 1 do DVD da Batalha dos 3 Reinos em 2009 no Japão, a Koei mais uma vez fez uma parceria, dessa vez com a Avex distribuindo cupons com códigos para o destravar armaduras especiais em Dynasty Warriors: Strikeforce.
A série também possui mini e action-figures., e um pacote especial chamado "Treasure Box" contendo artbook e outros itens especiais à cada novo jogo lançado

### Spin-offs
Dynasty Warriors (PSP), Dynasty Warriors Advance, Dynasty Warriors DS: Fighter's Battle, Dynasty Warriors Mahjong, Dynasty Warriors Vol. 2, Dynasty Warriors Online, Dynasty Warriors Strikeforce, Dynasty Warriors Strikeforce 2.
Após o sucesso de Dynasty Warriors, a Koei lançou Dynasty Tactics lançado em 2002 e sua continuação no ano seguinte, com foco em estratégia e tática na mesma configuração dos Três Reinos.
Provavelmente a terceira franquia mais reconhecidas da Koei, Samurai Warriors (戦国無双, Sengoku Musō) a série, foi lançada em 2004, usando o Período Sengoku do Japão, mantendo a jogabilidade semelhante como seu antecessor.
2006 viu o lançamento de Dynasty Warriors Mahjong (雀・三國無双, Jan Sangoku Musō), que é completamente diferente do resto da série, já que tem os mesmos personagens do jogando Mahjong, ao invés de ter a jogabilidade dos jogos originais.
Em 2007, a Koei lançou o seu primeiro jogo para a nova geração de consoles Xbox 360 e PlayStation 3, Dynasty Warriors: Gundam (Gundam Musō no Japão), combinando a série popular Gundam com sua jogabilidade, e mais cedo no mesmo ano, Warriors Orochi (Musō Orochi no Japão) foi lançado, combinando Dynasty Warriors e Samurai Warriorsem uma série de crossover fictícia. A sequela para o jogo, Warriors Orochi 2, foi lançado em abril de 2008.
Bladestorm: The Hundred Years' War, com base na Guerra dos Cem Anos entre os reinos da Inglaterra e da França nos séculos XIV e XV, também foi lançado em 2007, com uma jogabilidade semelhante à série Kessen da Koei. Hokuto Musō (北斗無双), um spin-off baseado no anime de mesmo nome foi anunciado para o PlayStation 3 e Xbox 360 em 15 de outubro de 2009 na Famitsu. Fist of the North Star: Rage Ken foi lançado em 2010.
Warriors: Legends of Troy é o segundo jogo da série a receber uma classificação para maiores de 18 anos, também será lançado no Xbox 360 e PlayStation 3.

### Xtreme Legends e Empires
Em 2002 um Xtreme Legends  (猛将伝,, Moushouden) (chinês simplificado: 猛将传; chinês tradicional: 猛将伝; pinyin: Mengjiangyun) (hangul: 맹장전; rr: Maengjangjeon) foi lançado como um suplemento para Dynasty Warriors 3, com modos de história para os personagens da categoria Other. Desde então, a expansão Xtreme Legends foi liberada para todos os principais títulos de Dynasty Warriors para PlayStation 2, até à data, adicionando novos modos de jogo e armas mais poderosas.
Em 2004, outra expansão foi lançada começando com Dynasty Warriors 4. O suplemento Empires usa o jogo de ação da série regular, combinando elementos estratégicos e táticos de Romance of The Three Kingdoms da série anterior da Koei. Dynasty Warriors 5 também recebeu uma expansão Empires em 2006 e em 2009 para Dynasty Warriors 6.

### Ports em outros sistemas
Dynasty Warriors 3 foi portado para o sistema Xbox em 2002 e desde então os títulos subseqüentes foram liberados para o mesmo sistema com as expansões Xtreme Legends e Empires.
Em 2004, a Koei criou o primeiro título Dynasty Warriors para os consoles portáteis, Dynasty Warriors, para PlayStation Portable, e no ano seguinte, Dynasty Warriors Advance para Game Boy Advance.
Dynasty Warriors 4 Hyper em 2005 é marcado como o primeiro jogo para computador. Em 2006, Dynasty Warriors BB (rebatizado Dynasty Warriors Online em 2007) foi lançado como um jogo online.

## Pronúncia errada dos nomes
As dublagens em Inglês da série Dynasty Warriors é frequentemente criticada pela pronúncia errada dos nomes Hanyu Pinyin de personagens e locais. Por exemplo, Cao Ren é erroneamente pronunciado como "Ki-ao-ren" em vez de "Ts'ao-ren". No entanto, em Dynasty Warriors 6 o nome Cao Cao é agora corretamente pronunciado como Ts'ao Ts'ao não Cal Cal. Esta parece ser a única correção da série. Em Warriors Orochi e Warriors Orochi 2 Cao Cao, Cao Ren, e Cao Pi foram pronunciados corretamente. Porém ainda houve alguns nomes mal pronunciados como o do general secundário Yoshikage Asakura.